# Episodi di Brian O'Brian
Questa è una lista degli episodi della serie televisiva Brian O'Brian.
| nº | Titolo originale  | Titolo italiano          | Prima TV USA     | Prima TV Italia   |
| -- | ----------------- | ------------------------ | ---------------- | ----------------- |
| 1  | Operaman          | Il cantante              | 3 ottobre 2008   | 16 settembre 2008 |
| 2  | The Pool          | La piscina               | 3 ottobre 2008   | 16 settembre 2008 |
| 3  | Assembly Required | Un'assemblea richiesta   | 10 ottobre 2008  | 23 settembre 2008 |
| 4  | Basketball        | Brian gioca a basket     | 10 ottobre 2008  | 23 settembre 2008 |
| 5  | Band              | La band di Brian         | 17 ottobre 2008  | 16 settembre 2008 |
| 6  | Babysitter        | Il baby-sitter           | 17 ottobre 2008  | 30 settembre 2008 |
| 7  | Dancing!          | Il corso di danza        | 24 ottobre 2008  | 9 dicembre 2008   |
| 8  | Doubles!          | La partita di tennis     | 24 ottobre 2008  | 6 ottobre 2008    |
| 9  | Bones!            | Un giorno al museo       | 31 ottobre 2008  | 6 ottobre 2008    |
| 10 | Up and Away!      | Vieni che andiamo via    | 31 ottobre 2008  | 13 ottobre 2008   |
| 11 | Date O' Date      | La data                  | 8 novembre 2008  | 13 ottobre 2008   |
| 12 | Clumsy Work       | Il nuovo lavoro di Brian | 14 novembre 2008 | 13 ottobre 2008   |

## Operaman
Brian fa finta di impersonare un cantante di opera lirica italiana.
- Scritto da Brian Stepanek

## The Pool
Brian cerca di escogitare un modo per entrare in acqua senza nuotare, ma tutti quelli che prova non sono permessi.
- Scritto da Brian Stepanek

## Assembly Required
Brian cerca di costruire un tavolino.

## Basketball
Brian gioca a basket in palestra.
- Scritto da Brian Stepanek

## Band
Brian suona in un'orchestra immaginaria.

## Babysitter
Brian fa da baby-sitter ad un bambino, ma non se la cava molto bene.
- Scritto da Brian Stepanek

## Dancing!
Brian si diverte a ballare a casa sua.

## Doubles!
Brian impressiona Veronica in una partita di tennis.

## Bones!
Brian visita il museo di storia naturale.

## Date O' Date
- Scritto da Kenny Ortega
- Diretto da Jeff Winston

## Clumsy Work
Brian lavora in un ristorante, ma non è molto bravo.
- Scritto da Kenny Ortega
- Diretto da Noel Rivara